# Neapor
Neapor war ein antiker römischer Toreut (Metallbildner), der in der Stadt Rom tätig war.
Neapor ist nur noch aufgrund einer heute verschollenen Inschrift bekannt, die ihn als corinthiarius ausweist, also als Metallhandwerker, der sich auf die Fertigung von corinthium aes verstand. Damit ist Neapor einer von nur knapp über 30 inschriftlich-namentlich belegten antiken Toreuten. Da die Inschrift verschollen ist, ist eine genauere Datierung nicht mehr möglich als in die Römische Kaiserzeit. Die (aufgelöste) Inschrift lautet:

## Einzelbelege
1. ↑  CIL 6, 8757
2. ↑  abgesehen von Signaturstempeln auf toreutischen Erzeugnissen

| Personendaten    | Personendaten                                      |
| ---------------- | -------------------------------------------------- |
| NAME             | Neapor                                             |
| KURZBESCHREIBUNG | antiker römischer Toreut                           |
| GEBURTSDATUM     | zwischen 1. Jahrhundert v. Chr. und 3. Jahrhundert |
| STERBEDATUM      | zwischen 1. Jahrhundert v. Chr. und 4. Jahrhundert |